# 子国 (郑国)
子国（？—前563年），姬姓，名发，字子国，又称公子发，谥惠，是郑穆公的儿子，郑灵公、郑襄公的兄弟，子产之父，七穆之一国氏的始祖。郑僖公、郑简公时，子国担任司马。

## 被执
前586年，许灵公在楚国控告郑悼公侵犯许国，六月，郑悼公去楚国争讼，没能得胜。楚国人捉拿了皇戌和子国。郑悼公回国后就派公子偃向晋国请求讲和。

## 为司马
前571年七月，郑成公去世，于是由子罕当国，子驷为政，子国任司马。晋军侵略郑国，郑国的大夫们都主张服从晋国。子驷以国君的临终遗命为由，依然服从楚国。

## 聘于鲁
前568年，刚即位的郑僖公派子国去鲁国聘问，为新立的国君来沟通双方关系。

## 伐蔡惹祸
前565年四月二十二日，子国和子耳入侵蔡国，俘虏了蔡国司马公子燮，郑国人都很高兴，只有子国的儿子子产不随声附和，子产说：“小国没有文治却有了武功，没有比这更大的祸患了。楚国人前来讨伐，我们能不顺从他们吗？顺从了楚国，晋国的军队就一定会前来了。晋楚两国进攻郑国，从今往后，郑国至少四五年不得安宁。”子国愤怒地对他说：“你知道什么？国家有出兵的重大命令，而且有执政的卿在那里，小孩子说这些话，是会被杀的。”
这年冬季，楚国的令尹公子贞进攻郑国，讨伐郑国入侵蔡国。子驷、子国、子耳要顺从楚国，子孔、子蟜、子展要等待晋国援救，最后听从了子驷的意见，与楚国讲和。
前564年，晋国进攻郑国，郑国人害怕，就派人求和。郑国的六卿子驷、子国、子孔、子耳、子蟜、子展以及郑国的大夫、卿的嫡子，都跟随郑简公参与结盟。
因为郑国在结盟中表现的不顺从，晋人带领诸侯再次进攻郑国。
不久，楚共王进攻郑国，郑国不得不再次与楚国讲和。

## 孟孙言灾
前563年，楚国与郑国联合进攻鲁国，不久，郑国又进攻宋国，鲁卿孟献子说：“郑国恐怕有灾祸吧！军队争战太过分了。周天子还经不起经常用兵，何况郑国呢？这灾祸恐怕会降临在执政的子驷、子国、子耳三人身上！”

## 被杀
前563年冬季十月十四日，尉止、司臣、侯晋、堵女父、子师仆率领叛乱分子进入郑国首都，当日早晨在西宫的朝廷上杀死了子驷、子国、子耳，将郑简公劫持到了北宫。
子产听说有叛乱，设置守门的警卫，配齐所有的官员，关闭档案库，慎重收藏，在完成防守准备后让士兵排成行列再出动，收拾了子国的尸骨后进攻北宫的叛乱者，子蟜率领国人援助他，将叛乱者全部杀死。

## 后裔
子国的后裔以其字为氏，立国氏，是郑国七穆之一，也是国姓的来源之一。